# Masacre de El Mozote

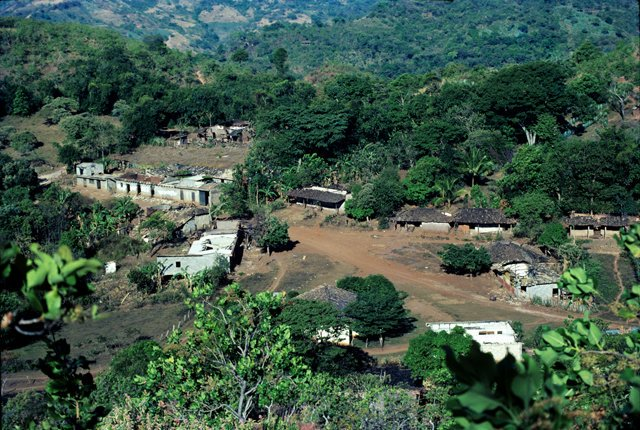
Caserío El Mozote antes de la masacre - 1980

La masacre de El Mozote es el nombre que reciben un conjunto de masacres contra la población civil cometidos por el Batallón Atlácatl de la Fuerza Armada de El Salvador durante un operativo de contrainsurgencia realizado los días 9, 10, 11 y 12 de diciembre de 1981 en los cantones (aldeas) de El Mozote, La Joya, Los Toriles, La Ranchería, caserío Jacote Amarillo y cantón Cerro Prado en el norte del departamento de Morazán en El Salvador, en las que fueron asesinadas más de 900 personas.
Según las investigaciones posteriores de la Comisión de la Verdad (organismo de la ONU creado para investigar los hechos de violencia cometidos durante la guerra civil salvadoreña) 978 fueron personas ejecutadas, de ellas 553 fueron menores de edad. El Estado salvadoreño hizo oficial el número de víctimas 36 años después de la masacre y las eleva a 1658 al tomar en cuenta a los familiares de los asesinados, a los sobrevivientes y a los desplazados. La Masacre de El Mozote no solo es considerada el mayor acto de violencia contra población civil cometida por agentes gubernamentales durante la guerra civil de El Salvador, sino también es la peor masacre del Hemisferio Occidental.
La masacre de El Mozote fue uno de los crímenes más atroces cometidos durante la guerra civil salvadoreña. En diciembre de 1981, el Batallón Atlácatl del ejército salvadoreño asesinó a más de 900 civiles, en su mayoría mujeres, niños y ancianos, bajo la falsa presunción de que la comunidad apoyaba a la guerrilla. Décadas más tarde, investigaciones forenses y testimonios sobrevivientes confirmaron la magnitud del crimen. A partir de 2016, el caso fue reabierto y algunos oficiales enfrentaron cargos judiciales, lo que marcó un avance importante en la lucha contra la impunidad en el país.

## Historia

### Hechos en El Mozote
El gobierno militar salvadoreño realizó una acción denominada Operación Rescate en el norte de El Salvador ejecutada por el Batallón Atlácatl, unidades de la Tercera Brigada de Infantería y del Centro de Instrucción de Comandos de San Francisco Gotera. 
En la tarde del 10 de diciembre de 1981 las unidades del Batallón Atlácatl llegaron al cantón de El Mozote en búsqueda de guerrilleros. El caserío Mozote era una población rural pequeña que tenía alrededor de 25 casas situadas cerca de la plaza, donde también había una iglesia católica, una casita conocida como Convento, que era la que usaba el sacerdote durante sus visitas a la población, y había una escuela. Los soldados del Batallón Atlacatl ordenaron a los pobladores que salieran de sus casas y se formaran en filas en la plaza. Allí les pidieron información sobre las actividades de la guerrilla, luego les ordenaron que volvieran a sus casas y permanecieran encerrados hasta el siguiente día, advirtiendo que dispararían contra cualquier persona que saliera. Los soldados permanecieron en la aldea durante toda la noche.
A la madrugada del 11 de diciembre de 1981, los soldados volvieron a reunir a la población entera en la plaza. Separaron a los hombres y ancianos de las mujeres y de los niños, y los encerraron en grupos separados: en la iglesia al primer grupo y en una casa al segundo. Durante toda la mañana procedieron a interrogar mediante torturas a los pobladores. Cada hombre, mujer y niño, al terminar la sesión de tortura, era ejecutado.
El mismo 11 de diciembre de 1981, los soldados mataron a más de veinte personas en el cantón La Joya; el día 12, unas treinta personas en el caserío La Ranchería; el mismo día, por unidades del Batallón Atlácatl, los y las habitantes del caserío Los Toriles; y el día 13, a los pobladores del caserío Jocote Amarillo y del cantón Cerro Pando.
En El Mozote y en los demás caseríos fueron asesinadas más de quinientas personas identificadas, y varios centenares de víctimas que no han podido ser identificadas.
De estas masacres existe el relato de testigos que las presenciaron, así como de otros que posteriormente vieron los cadáveres, que fueron dejados insepultos. En el caso de El Mozote, fue plenamente comprobada, además, por los resultados de la exhumación de cadáveres practicada en 1992, realizada por el Equipo Argentino de Antropología Forense (EAAF).
A pesar de las denuncias públicas del hecho, de las fotografías de Susan Meiselas y de un enorme cúmulo de pruebas, las autoridades salvadoreñas no ordenaron ninguna averiguación y negaron permanentemente la existencia de la masacre.
El Ministro de Defensa y el jefe del Estado mayor han negado a la Comisión de la Verdad tener información que permita identificar a las unidades y oficiales que participaron en la Operación Rescate. Han expresado que no existen archivos de la época.
El presidente de la Corte Suprema ha tenido una injerencia parcializada y política en el proceso judicial iniciado sobre la masacre en 1990.

### Hechos en los cantones cercanos a El Mozote

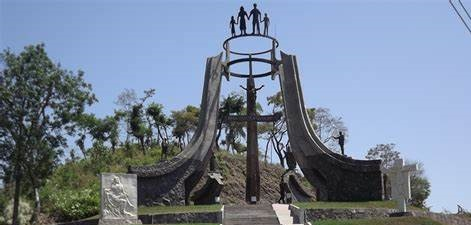
Monumento a las víctimas de la masacre; elementos del BIRI Atlácatl masacran a 988 campesinos, concentrados previamente en el caserío y cantón El Mozote, Morazán. De ellos, 475 eran niños de 0 a 12 años de edad.

El 12 de diciembre de 1981, los soldados del Batallón Atlácatl se desplazaron al cantón Los Toriles, a 2 km de El Mozote. Varios de los habitantes del cantón intentaron escapar. Igual que en El Mozote, los hombres, las mujeres y los niños fueron obligados a salir de sus hogares, alineados en la plaza, separados en grupos por edad y género, interrogados mediante tortura y ejecutados. Miembros del batallón Atlácatl realizaron acciones similares repetidas en los cantones de La Joya, el 11 de diciembre, Jocote Amarillo y de Cerro Pando, el 13 de diciembre.
Anteriormente, el 9 de diciembre, después de un enfrentamiento entre los soldados del Gobierno y los guerrilleros, una compañía del batallón Atlácatl entró en el pueblo de Arambala. Obligaron a los pobladores a salir a la plaza del pueblo, separaron a los hombres de las mujeres y de los niños. Encerraron a las mujeres y a los niños en la iglesia y ordenaron a hombres a permanecer en la plaza. Ataron a los hombres y los acusaron de ser colaboradores de la guerrilla, los torturaron y se los llevaron en camiones. Los pobladores de Arambala solo encontraron los cuerpos de tres de los secuestrados.
El 10 de diciembre, otra unidad del batallón Atlácatl ocupó el cantón Cumaro, donde también obligaron a los habitantes a salir a la plaza del cantón y los interrogaron pero nadie fue asesinado en esa población.

### La búsqueda de justicia

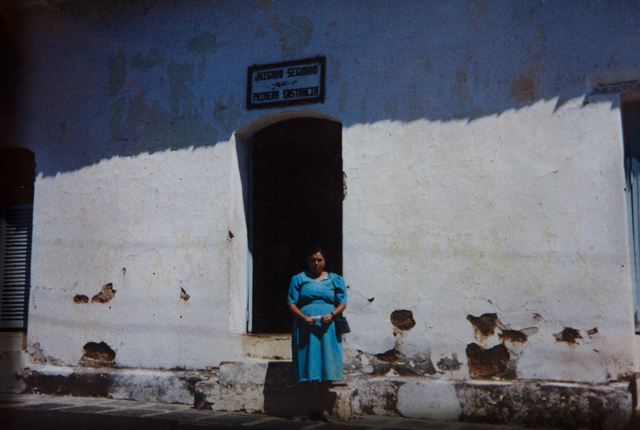
Rufina Amaya en la puerta del juzgado de San Francisco Gotera, Morazán, tras la presentación de la denuncia judicial contra los mandos del Batallón Atlácatl (octubre de 1990).

El 27 de enero de 1982, un mes y medio después de la masacre, el periódico New York Times (de Nueva York) publicó una nota del periodista Raymond Bonner, corresponsal de ese periódico en América Central, con fotografías de Susan Meiselas, que aseguraba que en El Mozote se había cometido una gran matanza de civiles indefensos, y que el principal responsable era el ejército.
Ese mismo día, otro reportaje, obra de la periodista mexicana Alma Guillermoprieto, apareció en el periódico Washington Post y afirmaba que una masacre de grandes proporciones se había llevado a cabo en un pequeño caserío del norte de Morazán, y los pocos supervivientes aseguraban que la única responsable era la Fuerza Armada salvadoreña. Alma Guillermoprieto recogió el relato de una campesina de unos treinta años, Rufina Amaya, que había sobrevivido a la masacre.
Raymond Bonner y Alma Guillermoprieto fueron tildados de mentirosos por la Casa Blanca y por legisladores del Congreso estadounidense, que pocos días después, el 1 de febrero de 1982, aprobaron un nuevo aumento en la ayuda estadounidense al Gobierno salvadoreño. El conservador periódico Wall Street Journal también puso en duda la veracidad de la información.
El Gobierno salvadoreño, por su parte, negó la masacre durante años. Los presidentes de la Junta Revolucionaria (1979-1982), Álvaro Magaña (1982-1984) y José Napoleón Duarte (1984-1989) negaron rotundamente los rumores de una matanza en El Mozote y los atribuyeron a periodistas de tendencia comunista, deseosos de perjudicar la imagen de El Salvador.
El 26 de octubre de 1990, un campesino llamado Pedro Chicas Romero, que perdió a toda su familia en la masacre, presentó una denuncia, asesorado por la ONU, ante la justicia de El Salvador. El 30 de octubre de 1990, la Oficina de Tutela legal del Arzobispado de San Salvador presentó una petición ante la Comisión Interamericana de Derechos Humanos en la que se alega la responsabilidad internacional de la República de El Salvador por violaciones a los derechos humanos de 765 personas, ejecutadas extrajudicialmente durante el operativo militar realizado por las Fuerzas Armadas de El Salvador en los cantones de La Joya y Cerro Pando y los caseríos de El Mozote, Jocote Amarillo, Ranchería y Los Toriles en el mes de diciembre de 1981.
Alfredo Cristiani (1989-1994) continuó negando la existencia de la masacre hasta 1992, cuando el Equipo Argentino de Antropología Forense empezó a hacer excavaciones en el lugar. Altamente experimentados por su labor exhumando víctimas de la dictadura militar argentina (1976-1983), los antropólogos argentinos desenterraron numerosas osamentas y estudiaron, entre otros datos, los orificios de bala, la trayectoria de las balas, las fracturas que mostraban los huesos y la posición en que quedaron los cuerpos, y tras rigurosos análisis, corroboraron todo cuanto había relatado Rufina Amaya a la periodista Alma Guillermoprieto en 1982.
El 6 de marzo de 2007, falleció Rufina Amaya sin haber visto justicia para sus cuatro hijos, su esposo y sus vecinos asesinados en El Mozote.
El Gobierno de El Salvador ya no niega la masacre, pero afirma que los archivos militares de aquella época se han extraviado o han desaparecido, y que es imposible establecer quién o quiénes ordenaron la masacre, y que aunque se lograra determinar responsables, estos están amparados por la Ley de Amnistía General para la Consolidación de la Paz de 1993, y que, por lo tanto, no pueden ser juzgados. No obstante, esta ley de punto final fue declarada inconstitucional en julio de 2016.
En 2020 se publicó una investigación, realizada por el Grupo de Estudios de Centroamérica, que da cuenta de los vínculos entre la dictadura cívico-militar argentina y los militares que llevaron adelante la masacre.

## Reconocimiento del estado salvadoreño

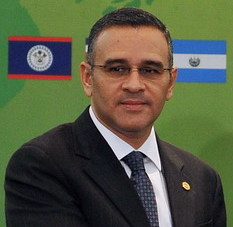
Mauricio Funes pidio perdón por parte del estado salvadoreño El 16 de enero de 2012 por la masacre del Mozote, perpetrada por efectivos militares. Dicho acto de desagravio lo realizó en el marco del vigésimo aniversario de la firma de los Acuerdos de Paz de Chapultepec.

El 16 de enero de 2012 ―en el marco del vigésimo aniversario de la firma de los Acuerdos de Paz de Chapultepec y en nombre del Estado y en su calidad de comandante general de la fuerza armada salvadoreña― el presidente Mauricio Funes pidió perdón a los familiares de las víctimas por los hechos ocurridos durante la masacre, y mencionó como responsables de la matanza al teniente coronel Domingo Monterrosa Barrios, el lugarteniente José Azmitia y el teniente coronel Natividad de Jesús Cáceres, causando un cierto nivel de repudio dentro de la Fuerza Armada. Además anunció una serie de medidas para la reparación moral y económica en favor de los habitantes del asentamiento, y su reconocimiento como “Bien Cultural” del país. El 2 de junio de 2019 fue retirado el nombre del coronel Domingo Monterrosa del cuartel militar de San Miguel por orden directa del recién juramentado presidente Nayib Bukele.
Posteriormente, en una cadena nacional, realizada el día 25 de septiembre de 2020, el presidente Bukele aclaró que los archivos se encuentran extraviados y pudieron haber sido destruidos por los gobiernos anteriores.